# Die phantastischen Romane
Die phantastischen Romane war eine von Franz Rottensteiner betreute, zwischen 1975 und 1982 beim Paul Zsolnay Verlag erschienene Buchreihe mit deutscher und internationaler phantastischer Literatur. Wesentliche Autoren waren Alexander Lernet-Holenia und Leo Perutz.

## Liste erschienener Titel
- Alexander Lernet-Holenia: Der Mann im Hut. 1975.
- Leo Perutz: Der Meister des Jüngsten Tages. 1975.
- Leo Perutz: Nachts unter der steinernen Brücke. 1975.
- Max Ehrlich: Der Mann der zweimal lebte. 1976.
- Alexander Lernet-Holenia: Der Mann im Hut. 1976.
- Alexander Lernet-Holenia: Mars im Widder. 1976.
- Peter Motram: Der Tag der nicht im Kalender stand. 1976.
- H. G. Wells: Die Insel des Dr. Moreau. 1976.
- Alexander Lernet-Holenia: Der Graf von Saint-Germain. 1977.
- Jack London: Die Zwangsjacke. 1977.
- Hannelore Valencak: Das Fenster zum Sommer. 1977.
- H. G. Wells: Wenn der Schläfer erwacht. 1977.
- Otto F. Beer: Ich, Rodolfo, Magier. 1978.
- Guy Endore: Der Werwolf von Paris. 1978.
- Leo Perutz: Die dritte Kugel. 1978.
- Leo Perutz: Zwischen neun und neun. 1978.
- Karel Čapek: Die Fabrik des Absoluten. 1979.
- Pierre Kast: Die Vampire von Lissabon. 1979.
- Sakyō Komatsu: Wenn Japan versinkt. 1979.
- Peter Straub: Wenn du wüßtest …. 1979.
- Marc Brandel: Der Schwanz der Eidechse. 1980.
- Paul Busson: Die Wiedergeburt des Melchior Dronte. 1980.
- Leo Perutz: Der schwedische Reiter. 1980.
- Andrej D. Sinjavskij: Ljubimow. 1980.
- Anatole France: Aufruhr der Engel. 1981.
- Alexander Lernet-Holenia: Der Graf Luna. 1981.
- Hannelore Valencak: Das magische Tagebuch. 1981.
- Fritz Habeck: Der Gobelin. 1982.